# Jean Portelle
Jean Portelle, né en 1935 et mort le 21 décembre 1962 aux îles Cocos, est un écrivain, journaliste, parolier et traducteur français, lauréat du Prix Interallié en 1960.

## Biographie
En 1959, il remporte le concours du radio-globe-trotter organisé par Europe N°1, alors qu’il n’a que 23 ans. L'année suivante, il reçoit le prix Interallié pour son roman intitulé Janitzia ou la Dernière qui aima d'amour. Il devient à cette époque l'ami de Claude Chaliès. Tous deux passionnés par l'aventure, les deux jeunes hommes organisent ensemble une expédition qui doit les mener sur les traces du trésor du capitaine Henry Morgan dans l’île Cocos dans l'océan Pacifique. Le magazine Spirou accepte de parrainer en partie cette expédition cofinancée par la radio. Tous les soirs, à 17h30, Portelle consacre une émission à l’histoire du fameux pirate, histoire que Spirou adapte ensuite en bande dessinée. Mais l'aventure des deux jeunes écrivains connaît un dénouement tragique.
Le 21 décembre 1962, lors d'une expédition à l'île Cocos, au large des côtes du Costa Rica, pendant une exploration d'une baie, le canot pneumatique des Français subit une panne de moteur. Le mauvais temps se lève. L'embarcation se met en travers des vagues et se retourne. Ses occupants sont jetés à l'eau. Jean Portelle et Claude Chaliès se noient. Le seul rescapé est le spéléologue Robert Vergnes.

## Œuvre

### Romans
- Le Fou perché, Paris, éditions Denoël, 1957
- Janitzia ou la Dernière qui aima d'amour, Paris, Denoël, 1960 - Prix Interallié 1960
- Sueurs chaudes, Paris, Fayard, 1962

### Autres publications
- Le Monde dans ma poche en 98 jours, reportage, Paris, Denoël, 1959
- Fanitzia, chanson, Paris, Chappell, 1961 (musique de Francis Lai)

### Traduction
- Rolph Greene, Racket, roman noir, traduit par Jean Portelle, Paris, S.E.P.F.E., coll. La Grenade no 3, [s.d.]